# 川田景盛
川田 景盛（かわだ かげもり、天文13年（1544年） - 永禄4年7月7日（1561年8月17日））は戦国時代の讃岐国の武将。香川郡安原音川城主、川田景次の長子。通称、小太郎。
永禄4年（1561年）7月7日、天霧城下葛原堀江の戦いに参戦し討死。その後、弟の亀鶴は豊後戸次川の戦いにおいて討死したため、讃岐川田氏宗家の直系は断絶し、分家の景満が跡を継ぐこととなった。

## 関連書籍
- 『塩江町史』

## 関連事項
- 香川氏
- 室町時代の人物一覧